# FBI (드라마)
《FBI》는 미국의 범죄 드라마이다. 2018년 9월 25일 CBS에서 처음 방송되었다.

## 출연진

### 주연
- 미시 페러그림 - 매기 벨 역
- 지코 자키 - 오마 지단 역
- 제러미 시스토 - 주벌 밸런타인 역
- 에보니 노엘 - 크리스틴 셔잘 역
- 셀라 워드 - 다나 모저 역
- 얼래나 데 라 가자 - 이저벨 캐스틸 역
- 존 보이드 - 스튜어트 스콜라 역
- 캐서린 러네이 케인 - 티퍼니 월리스 역

### 조연
- 데릭 헤들런드 - 제이티 역
- 제임스 첸 - 이언 림 역
- 토머스 필립 오닐 - 닐 모스바크 역
- 카르멘 러마 곤살레스 - 카를라 플로레스 역
- 로드니 리처드슨 - 레이 스테이플턴 역
- 니나 리산드렐로 - 이브 네틀스 역
- 테일러 앤서니 밀러 - 켈리 모런 역
- 로숀 프랭클린 - 트레버 홉스 역
- 버뎃 림 - 엘리스 테일러 역
- 캐서린 해나 킴 - 에밀리 라이더 역
- 조시 세가라 - 네스토르 베르티스 역
- 데이비드 제이어스 - 안토니오 바르가스 역
- 캐슬린 먼로 - 리나 트레넘 역
- 피터 마렉 - 라시드 바시르 역
- 샨텔 밴샌튼 - 니나 체이스 역
- 마라 다비 - 서맨사 켈턴 역

### 특별출연
- 코니 닐센 - 엘런 솔버그 역
- 빌리 버크 - 로언 퀸 역
- R. 워드 더피 - 존 밴리어 FBI 부국장 역